# Madeleine Hartmann-Clausset
Madeleine Hartmann-Clausset, née le 25 décembre 1931 à Gond-Pontouvre et morte le
27 décembre 2019 à Saintes, est une réalisatrice française.

## Biographie
Madeleine Hartmann, philosophe, a été enseignante au Centre universitaire de Vincennes. Elle a écrit plusieurs courts métrages que Néstor Almendros a tournés pour la télévision. Elle a réalisé quelques longs métrages, sans qu'ils obtiennent un succès public, ce qui l'a conduite à faire l'acquisition d'un petit théâtre de quartier, devenu après son aménagement, la salle de cinéma parisienne L'Épée de bois : elle l'a dirigée pendant une dizaine d'années.

## Filmographie
- 1974 : Villa Les Dunes
- 1976 : Du côté des tennis
- 1979 : Je parle d'amour
- 1983 : Livret de famille (téléfilm)